# Pterocryptis cochinchinensis
Pterocryptis cochinchinensis és una espècie de peix de la família dels silúrids i de l'ordre dels siluriformes.

## Morfologia
Els mascles poden assolir els 23,5 cm de llargària total.

## Distribució geogràfica
Es troba a Laos, Vietnam, el sud-est de la Xina i Tailàndia.